# حريم أبوي (مسلسل)
حريم أبوي  مسلسل كويتي درامي كوميدي من إنتاج شركة عياد ميديا للإنتاج الفني لعام 2016. كتبه عبد العزيز الحشاش وأخرجه مناف عبدال.

## قصة العمل
تدور أحداث المسلسل في إطار كوميدي حول (صالح) الذي لديه العديد من الأبناء فهو متزوج من أربع نساء وهن (بدرية) و(أمينة) و(سليمة) و(غنيمة)، كل واحدة تختلف عن الأخرى من حيث الشخصية والتفكير والطباع، وهو ما يتبين من خلال الأحداث التي تبدأ بترك (صالح) لمنزله وهروبه بعدد كبير من الأوراق، فما هي هذه الأوراق، وممن يهرب، وما الذي سيحدث لعائلته ؟.

## شخصيات العمل
| الممثل           | الشخصية                         |
| ---------------- | ------------------------------- |
| سعاد علي         | بدرية الزوجة الاولى             |
| انتصار الشراح    | سليمه الزوجة الثانية            |
| هيفاء حسين       | أمينة الزوجة الثالثة (المثقفة)  |
| نور الكويتية     | غنيمة الزوجة الرابعة            |
| مشاري البلام     | يعقوب أخو صالح                  |
| شيلاء سبت        | خيرية ابنة سليمة                |
| فهد البناي       | خالد ابن سليمة                  |
| فيصل دشتي        | أحمد ابن بدرية                  |
| عبد الرحمن الدين | سليمان ابن بدرية                |
| سارة عبد الغني   | ديمة ابنة امينة                 |
| سارة القبندي     | فجر ابنة بدرية                  |
| دانة المساعيد    | لولوة ابنة غنيمة من زوجها الأول |
| شهد سلمان        | كلثم                            |
| محمد جابر        | أبو صالح                        |
| لطيفة المجرن     | خزنة (أم بدرية)                 |
| سونيا العلي      | هيفاء                           |
| أحمد السلمان     | أبو عدنان                       |
| بلال عبد الله    | فهد                             |
| عبد الله هيثم    | عدنان                           |